# Oceanswell
A Oceanswell é a primeira organização de educação em pesquisa e conservação marinha do Sri Lanka e foi fundada pela bióloga marinha Asha de Vos.

## Projetos

### Projeto Baleia Azul
A Oceanswell é conhecida pelo Projeto Baleia Azul (Blue Whale Project) que é o primeiro estudo de longo prazo sobre baleias azuis no norte do Oceano Índico, e foi criada em 2017 por Asha de Vos. O projeto se concentra na conservação das baleias azuis de ameaças como colisões com navios.
A pesquisa inclui o Projeto COVID-19 e Pescadores (COVID-19 and Fisheries Project), variabilidade natural de Mount Lavinia Beach, eficácia das proibições de pesca de tubarão e pesquisa de defesa contra alimentos de praia conduzidos sem avaliações de impacto ambiental. Publicações recentes são contra a "ciência do pára-quedas", que é a prática de cientistas ocidentais coletando dados em países em desenvolvimento e saindo sem treinamento na região.

### Educação e divulgação
A Oceanswell realiza sessões educacionais para crianças em idade escolar, cursos de capacitação, cursos de campo de conservação marinha, reuniões mensais para indivíduos de diferentes áreas para discutir questões de conservação marinha, resgata animais marinhos encalhados, e realiza conscientização sobre as espécies.

## Prêmios
A Oceanswell  foi homenageada como Goodwill Champion no Fórum Econômico Mundial de 2020, em Davos, na Suíça.